# Atalanta Bergamasca Calcio 2011-2012
Questa voce raccoglie le informazioni riguardanti l'Atalanta Bergamasca Calcio nelle competizioni ufficiali della stagione 2011-2012.

## Stagione
Il 1º giugno scoppia lo scandalo del calcioscommesse a partire da un'indagine condotta dalla procura di Cremona: tra gli indagati emergono i nomi di Cristiano Doni e Thomas Manfredini, rei di aver combinato i risultati di alcune partite del campionato precedente, oltre alla stessa Atalanta coinvolta secondo il principio della responsabilità oggettiva.
Nonostante la bufera che imperversa sulla società nerazzurra, la cui posizione viene dipinta a più riprese dai media come "pericolante", il presidente Percassi e il resto dello staff continuano a tranquillizzare i tifosi sull'assoluta estraneità della società ai fatti che le vengono contestati, affidando la tutela dei propri affari a un pool di noti avvocati.
Il 26 luglio l'Atalanta, Manfredini e Doni vengono deferiti alla Commissione Disciplinare Nazionale dalla FIGC e il 3 agosto si apre il primo grado del processo sportivo con la condanna dell'Atalanta a 6 punti di penalizzazione da scontare nel campionato che sta per iniziare, Doni a 3 anni e 6 mesi di squalifica e Manfredini a 3 anni di squalifica. Il 18 agosto prende avvio il secondo grado di processo che si chiude con l'assoluzione di Manfredini da ogni accusa ma, nonostante la sua posizione sia stata stralciata, permane la penalizzazione di 6 punti in classifica, così come è confermata la squalifica di Doni.
Nonostante si fosse vociferato già prima del termine della scorsa stagione di un possibile cambio in panchina, il tecnico dell'ultima promozione Stefano Colantuono viene confermato sulla panchina nerazzurra, prolungando il suo contratto per altri due anni. Un altro importante colpo è l'inserimento in società di Pierpaolo Marino, abile dirigente sportivo ed esperto di calcio sudamericano, in qualità di responsabile dell'area tecnica.
Sarà proprio grazie a Marino che a Bergamo approderanno Moralez e Denis, due grandi protagonisti della stagione atalantina.
L'inizio di stagione non è confortante: Atalanta subito eliminata dalla Coppa Italia per mano del Gubbio, una neopromossa in Serie B, che espugna l'Azzurri d'Italia con un rocambolesco 4-3.
Nella partita di esordio in campionato, disputata l'11 settembre sul campo del Genoa (la prima giornata effettiva è stata rinviata per lo sciopero dei calciatori), l'Atalanta pareggia 2-2: protagonista tra le file nerazzurre è Moralez, autore della doppietta decisiva, e dopo 62 anni uno straniero torna a segnare due reti nella partita d'esordio con la maglia atalatina.
In seguito arrivano tre vittorie consecutive contro Palermo, Lecce e Novara: l'Atalanta ha già annullato la penalizzazione, senza la quale sarebbe al comando solitario della classifica.
Il 1º ottobre arriva la prima sconfitta, comunque onorevole, in casa della Roma: seguono i pareggi casalinghi contro Udinese e Inter (in quest'ultima partita Denis sbaglia un rigore nel finale) e la vittoria esterna di Parma.
Il 30 ottobre l'Atalanta rimedia a Bologna il secondo k.o., cui fa seguito la vittoria di misura contro il Cagliari: qui inizia una serie di cinque pareggi consecutivi con ritorno alla vittoria nell'ultimo turno del 2011, ossia nel recupero della prima giornata contro il Cesena (il risultato finale di 4-1.
L'inizio di 2012 è contrassegnato da tre sconfitte di seguito contro Milan, Lazio e Juventus: per la prima vittoria del nuovo anno si deve attendere la prima giornata di ritorno e il return match della sfida con il Cesena, vinta di misura grazie a un'autorete.
Nel girone di ritorno l'Atalanta subisce un inevitabile calo fisico per l'enorme sforzo profuso nella prima parte di campionato, ma non mancano le soddisfazioni che la squadra di Colantuono può togliersi dall'alto della sua classifica.
Su tutte, il roboante 4-1 rifilato alla Roma (da tutti considerata la miglior partita della stagione) e la vittoria in casa del Napoli (campo che non veniva espugnato dalla stagione 1997-1998).
Merita rilevanza anche il pareggio di San Siro contro l'Inter, dove l'arbitraggio del signor Gava suscita molte polemiche dalla parte orobica per un rigore generoso concesso a Milito (parato da Consigli) e un altro abbastanza netto negato a Gabbiadini.
La matematica salvezza arriva il 24 aprile quando l'Atalanta batte 1-0 il Chievo con il primo gol in casa (se si eccettua quello in Coppa Italia contro il Gubbio) di Moralez.
Contro la Fiorentina arriva l'ultima vittoria (la tredicesima) del campionato nerazzurro, seguita dal ripetersi del trend negativo del finale del girone d'andata con tre sconfitte su tre negli incontri conclusivi.
Il 30 marzo viene confermata dal Tnas la penalizzazione di sei punti inflitta a inizio stagione.
Il 2 aprile scatta il terzo filone d'inchiesta del calcioscommesse con l'arresto, nell'ambito di un'indagine parallela a quella cremonese, da parte della procura di Bari di Andrea Masiello per associazione a delinquere finalizzata alla frode sportiva per fatti risalenti ai tempi in cui vestiva la maglia biancorossa.
L'Atalanta era intervenuta in anticipo sospendendo il calciatore già da diverso tempo, sin da quando il suo nome era emerso dalle prime indiscrezioni.
L'Atalanta chiude la stagione ottenendo 52 punti (senza considerare la penalizzazione) superando il record di 50 punti conquistati nel 2006-2007, sempre con Colantuono alla guida degli orobici.
L'epilogo di una stagione straordinaria è rappresentato dalle convocazioni di Cigarini e Schelotto nella lista dei 32 pre-selezionati dal commissario tecnico della Nazionale Cesare Prandelli per i Campionati Europei.

## Divise e sponsor
Lo sponsor tecnico per la stagione 2011-2012 è Erreà (per il quinto anno consecutivo), mentre lo sponsor ufficiale è AXA Assicurazioni. Il secondo sponsor di maglia è invece Konica Minolta. Rimane invece come partner sponsor SuisseGas.
La prima maglia è a grandi strisce verticali, due nere e due azzurre. Ha uno scollo a V nero, con lo stemma societario sul petto in zona centrale. Sulla manica sinistra è ricamato lo stemma comunale di Bergamo. In basso sul retro è ricamata la dea che corre. La seconda casacca è bianca con colletto a polo nero, impreziosito da inserti bianchi e azzurri riproposti anche per l'orlo delle maniche. Fregi nerazzurri caratterizzano tutta la parte frontale. Anche qui è ricamato lo scudetto cittadino sulla manica.
| Casa | Trasferta | Christmas match |

## Organigramma societario
Area direttiva
- Presidente: Antonio Percassi
- Amministratore delegato: Luca Percassi
- Direttore generale: Roberto Spagnolo
- Consiglieri: Enrico Felli, Isidoro Fratus, Marino Lazzarini, Maurizio Radici, Roberto Selini, Mario Volpi[14]
- Amministrazione controllo e finanza: Gianmarco Gandolfi

Area organizzativa
- Segretario generale: Fabio Rizzitelli
- Team manager: Mirco Moioli
- Delegato allo stadio: Carlo Valenti
- Responsabile biglietteria: Omar Valenti

Area comunicazione e marketing
- Responsabile comunicazione: Elisa Persico
- Addetto Stampa: Andrea Lazzaroni
- Direttore marketing: Enrico Busto
- Licensing manager: Sara Basile

Area tecnica
- Direttore tecnico: Pierpaolo Marino
- Direttore sportivo: Gabriele Zamagna
- Allenatore: Stefano Colantuono
- Preparatore atletico: Marco Montesanto
- Preparatore dei portieri: Mariano Coccia
- Collaboratori tecnici: Michele Armenise e Roberto Beni
- Recupero infortunati: Francesco Vaccariello
- Responsabile area scouting: Giuseppe Corti
- Responsabile settore giovanile: Mino Favini

Area sanitaria
- Responsabile sanitario: Genesio Lucio
- Massaggiatori: Alfredo Adami, Marcello Ginami, Renato Gotti

## Rosa
| N. |                      | Ruolo | Calciatore                        |
| -- | -------------------- | ----- | --------------------------------- |
| 2  | Italia (bandiera)    | D     | Guglielmo Stendardo               |
| 3  | Italia (bandiera)    | D     | Stefano Lucchini                  |
| 4  | Italia (bandiera)    | D     | Daniele Capelli                   |
| 5  | Italia (bandiera)    | D     | Thomas Manfredini (vice capitano) |
| 6  | Italia (bandiera)    | D     | Gianpaolo Bellini (capitano)      |
| 7  | Italia (bandiera)    | C     | Ezequiel Schelotto                |
| 8  | Paraguay (bandiera)  | C     | Édgar Barreto                     |
| 10 | Italia (bandiera)    | C     | Giacomo Bonaventura               |
| 11 | Argentina (bandiera) | C     | Maximiliano Moralez               |
| 13 | Italia (bandiera)    | D     | Federico Peluso                   |
| 16 | Italia (bandiera)    | P     | Ciro Polito                       |
| 17 | Cile (bandiera)      | C     | Carlos Carmona                    |
| 18 | Croazia (bandiera)   | A     | Saša Bjelanović                   |
| 18 | Italia (bandiera)    | C     | Alessandro Carrozza               |
| 19 | Argentina (bandiera) | A     | Germán Denis                      |
| 20 | Italia (bandiera)    | C     | Massimo Mutarelli                 |
| 21 | Italia (bandiera)    | C     | Luca Cigarini                     |

| N. |                    | Ruolo | Calciatore         |
| -- | ------------------ | ----- | ------------------ |
| 22 | Italia (bandiera)  | C     | Simone Padoin      |
| 23 | Italia (bandiera)  | C     | Leonardo Pettinari |
| 25 | Italia (bandiera)  | D     | Andrea Masiello    |
| 26 | Italia (bandiera)  | C     | Fabio Caserta      |
| 27 | Italia (bandiera)  | C     | Cristiano Doni     |
| 28 | Italia (bandiera)  | A     | Manolo Gabbiadini  |
| 32 | Italia (bandiera)  | D     | Michele Ferri      |
| 33 | Italia (bandiera)  | C     | Matteo Brighi      |
| 44 | Italia (bandiera)  | C     | Riccardo Cazzola   |
| 47 | Italia (bandiera)  | P     | Andrea Consigli    |
| 63 | Italia (bandiera)  | A     | Matteo Ardemagni   |
| 77 | Italia (bandiera)  | D     | Cristian Raimondi  |
| 78 | Italia (bandiera)  | P     | Giorgio Frezzolini |
| 79 | Brasile (bandiera) | C     | Ferreira Pinto     |
| 88 | Italia (bandiera)  | C     | Nadir Minotti      |
| 89 | Italia (bandiera)  | A     | Guido Marilungo    |
| 90 | Italia (bandiera)  | A     | Simone Tiribocchi  |

## Calciomercato

### Sessione estiva(dall'1/07 al 31/08)
| Acquisti | Acquisti               | Acquisti        | Acquisti                          |
| R.       | Nome                   | da              | Modalità                          |
| -------- | ---------------------- | --------------- | --------------------------------- |
| P        | Marco Sportiello       | Seregno         | fine prestito                     |
| D        | Andrea Audino          | Renate          | prestito                          |
| D        | Nicola Canzian         | Pergocrema      | fine prestito                     |
| D        | Michele Ferri          |                 | svincolato                        |
| D        | Stefano Lucchini       | Sampdoria       | definitivo (2 milioni €)          |
| D        | Andrea Masiello        | Bari            | compartecipazione (2,5 milioni €) |
| D        | Maximiliano Pellegrino | Cesena          | fine prestito                     |
| C        | Matteo Brighi          | Roma            | prestito                          |
| C        | Carlos Carmona         | Reggina         | rinnovo compartecipazione         |
| C        | Fabio Caserta          | Cesena          | fine prestito                     |
| C        | Luca Cigarini          | Napoli          | prestito                          |
| C        | Mamadou Coulibaly      | Mantova         | fine prestito                     |
| C        | Marino Defendi         | Grosseto        | fine prestito                     |
| C        | Moussa Koné            | Foggia          | fine prestito                     |
| C        | Nicola Madonna         | AlbinoLeffe     | riscatto compartecipazione (0 €)  |
| C        | Maximiliano Moralez    | Vélez Sarsfield | definitivo (5 milioni €)          |
| C        | Nejc Praprotnik        | Gorica          | fine prestito                     |
| C        | Ivan Radovanović       | Bologna         | fine prestito                     |
| C        | Ezequiel Schelotto     | Catania         | fine prestito                     |
| C        | Matteo Scozzarella     | Portogruaro     | riscatto compartecipazione (0 €)  |
| C        | Davide Zappacosta      | Isola Liri      | rinnovo compartecipazione         |
| A        | Matteo Ardemagni       | Padova          | fine prestito                     |
| A        | Germán Denis           | Udinese         | prestito con diritto di riscatto  |
| A        | Manolo Gabbiadini      | Cittadella      | riscatto compartecipazione (0 €)  |
| A        | Michele Marconi        | Pergocrema      | fine prestito                     |
| A        | Gianluca Pozzi         | Monza           | definitivo                        |
| A        | Christian Tiboni       | Verona          | fine prestito                     |

| Cessioni | Cessioni               | Cessioni    | Cessioni                            |
| R.       | Nome                   | a           | Modalità                            |
| -------- | ---------------------- | ----------- | ----------------------------------- |
| P        | Simone Colombi         | Juve Stabia | rinnovo prestito                    |
| P        | Francesco Rossi        | Lumezzane   | prestito                            |
| P        | Marco Sportiello       | Poggibonsi  | compartecipazione                   |
| D        | Alberto Almici         | Gubbio      | prestito con diritto di riscatto    |
| D        | Marco Arcari           | Cremonese   | compartecipazione                   |
| D        | Dario Bergamelli       | AlbinoLeffe | risoluzione compartecipazione (0 €) |
| D        | Mauro Bertoli          | Tritium     | risoluzione compartecipazione (0 €) |
| D        | Nicola Canzian         | SPAL        | compartecipazione                   |
| D        | Danny Cardin           | Portogruaro | risoluzione compartecipazione (0 €) |
| D        | Carlo Cremaschi        | Tritium     | prestito                            |
| D        | Alessandro De Leidi    | Foggia      | prestito                            |
| D        | Andrea Gagliardini     | Ancona      | prestito                            |
| D        | Daniele Gasparetto     | Cittadella  | risoluzione compartecipazione (0 €) |
| D        | Andrea Gavazzeni       | Tritium     | risoluzione compartecipazione (0 €) |
| D        | Matteo Gentili         | Spezia      | compartecipazione                   |
| D        | Maximiliano Pellegrino |             | svincolato                          |
| D        | Marcello Possenti      | Tritium     | prestito                            |
| D        | Simone Sales           | Cremonese   | risoluzione compartecipazione (0 €) |
| D        | Emanuele Suagher       | Tritium     | prestito                            |
| D        | Leonardo Talamonti     |             | svincolato                          |
| D        | Magnus Troest          | Genoa       | fine prestito                       |
| D        | Matteo Zingaretti      | Jesina      | prestito                            |
| C        | Andrea Arrigoni        | Ternana     | risoluzione compartecipazione (0 €) |
| C        | Édgar Barreto          | Palermo     | definitivo (6 milioni €)            |
| C        | Daniele Baselli        | Cittadella  | compartecipazione                   |
| C        | Migjen Basha           | Torino      | prestito con diritto di riscatto    |
| C        | Michael Cia            | AlbinoLeffe | risoluzione compartecipazione (0 €) |
| C        | Elia Cortesi           | Carpi       | prestito                            |
| C        | Mamadou Coulibaly      | Messina     | prestito con diritto di riscatto    |
| C        | Samuele Dalla Bona     | Napoli      | fine prestito                       |
| C        | Marino Defendi         | Bari        | definitivo                          |
| C        | Gennaro Delvecchio     | Catania     | fine prestito                       |
| C        | Michael Girasole       | AlbinoLeffe | rinnovo compartecipazione           |
| C        | Moussa Koné            | Pescara     | prestito                            |
| C        | Nicola Madonna         | Spezia      | prestito con diritto di riscatto    |
| C        | Nicola Malaccari       | Avellino    | prestito                            |
| C        | Alessio Manzoni        | Parma       | risoluzione compartecipazione (0 €) |
| C        | Fabio Meduri           | Monza       | risoluzione compartecipazione (0 €) |
| C        | Salvatore Molina       | Foggia      | prestito                            |
| C        | Cristian Monacizzo     | Tritium     | prestito                            |
| C        | Ivan Radovanović       | Novara      | prestito con diritto di riscatto    |
| C        | Matteo Scozzarella     | Juve Stabia | prestito con diritto di riscatto    |
| C        | Nicholas Siega         | Casale      | risoluzione compartecipazione (0 €) |
| C        | Andrea Tanferna        | Caratese    | prestito                            |
| C        | Marco Villanova        | San Marino  | rinnovo compartecipazione           |
| C        | Davide Zappacosta      | Avellino    | prestito                            |
| A        | Nicola Amoruso         |             | svincolato                          |
| A        | Saša Bjelanović        | Verona      | definitivo                          |
| A        | Fabio Ceravolo         | Reggina     | risoluzione compartecipazione (0 €) |
| A        | Karamoko Cissé         | AlbinoLeffe | risoluzione compartecipazione (0 €) |
| A        | Pasquale De Vita       | Palermo     | prestito con diritto di riscatto    |
| A        | Gianluca Franciosi     | Valenzana   | risoluzione compartecipazione (0 €) |
| A        | Leonardo Gatto         | Pisa        | compartecipazione                   |
| A        | Michele Marconi        | SPAL        | compartecipazione                   |
| A        | Jurgen Pandiani        | Alessandria | compartecipazione                   |
| A        | Francesco Ruopolo      | Padova      | definitivo                          |
| A        | Christian Tiboni       | Foggia      | prestito                            |
| A        | Andrea Turchi          | Seregno     | prestito                            |

### Sessione invernale(dal 03/01 al 31/01)
| Acquisti | Acquisti            | Acquisti    | Acquisti                         |
| R.       | Nome                | da          | Modalità                         |
| -------- | ------------------- | ----------- | -------------------------------- |
| P        | Francesco Rossi     | Lumezzane   | fine prestito                    |
| D        | Guglielmo Stendardo | Lazio       | prestito                         |
| C        | Alessandro Carrozza | Varese      | prestito                         |
| C        | Riccardo Cazzola    | Juve Stabia | prestito con diritto di riscatto |
| C        | Nicolò Tonon        | Pavia       | prestito con diritto di riscatto |
| A        | Mario Chessa        | Pavia       | prestito con diritto di riscatto |
| A        | Christian Tiboni    | Foggia      | fine prestito                    |

| Cessioni | Cessioni           | Cessioni     | Cessioni                 |
| R.       | Nome               | a            | Modalità                 |
| -------- | ------------------ | ------------ | ------------------------ |
| P        | Renato Facheris    | Civitanovese | prestito                 |
| P        | Francesco Rossi    | Cuneo        | prestito                 |
| C        | Fabio Caserta      | Juve Stabia  | definitivo               |
| C        | Simone Padoin      | Juventus     | definitivo (5 milioni €) |
| C        | Leonardo Pettinari | Varese       | prestito                 |
| A        | Matteo Ardemagni   | Modena       | prestito                 |
| A        | Simone Magnaghi    | Tritium      | prestito                 |
| A        | Christian Tiboni   | Monza        | prestito                 |

### Operazioni esterne alle sessioni
| Acquisti | Acquisti          | Acquisti | Acquisti   |
| R.       | Nome              | da       | Modalità   |
| -------- | ----------------- | -------- | ---------- |
| P        | Ciro Polito       |          | svincolato |
| C        | Massimo Mutarelli |          | svincolato |

| Cessioni | Cessioni | Cessioni | Cessioni |
| R.       | Nome     | a        | Modalità |
| -------- | -------- | -------- | -------- |

## Risultati

### Serie A

#### Girone di andata
| Arbitro: | Russo (Nola) |

|                                                |           |              |
| Denis 17’ (rig.) Marilungo 18’, 44’ Peluso 71’ | Marcatori | 11’ Candreva |

| Arbitro: | Rizzoli (Bologna) |

|                     |           |                 |
| Veloso 6’ Mesto 54’ | Marcatori | 8’, 43’ Moralez |

| Arbitro: | De Marco (Chiavari) |

|           |           |  |
| Denis 34’ | Marcatori |  |

| Arbitro: | Rocchi (Firenze) |

|            |           |                      |
| Mesbah 25’ | Marcatori | 3’ (rig.), 56’ Denis |

| Arbitro: | Ostinelli (Como) |

|                            |           |             |
| Schelotto 34’ Cigarini 59’ | Marcatori | 89’ Porcari |

| Arbitro: | Celi (Bari) |

|                                     |           |           |
| Bojan 20’ Osvaldo 31’ Simplício 81’ | Marcatori | 48’ Denis |

| Bergamo 16 ottobre 2011, ore 15:00 CEST 7ª giornata | Atalanta            | 0 – 0 referto | Udinese | Stadio Atleti Azzurri d'Italia (15.444 spett.)\| Arbitro: \| Gervasoni (Mantova) \| |
| Arbitro:                                            | Gervasoni (Mantova) |               |         |                                                                                     |

| Arbitro: | Brighi (Cesena) |

|            |           |                  |
| Valdés 80’ | Marcatori | 55’, 58’ Moralez |

| Arbitro: | Valeri (Roma) |

|           |           |              |
| Denis 44’ | Marcatori | 32’ Sneijder |

| Arbitro: | Bergonzi (Genova) |

|                                     |           |          |
| Di Vaio 45+3’ Ramirez 48’ Loria 68’ | Marcatori | 7’ Denis |

| Arbitro: | Giacomelli (Trieste) |

|           |           |  |
| Denis 80’ | Marcatori |  |

| Arbitro: | Doveri (Roma) |

|                                 |           |                       |
| D'Agostino 44’ (rig.) Gazzi 87’ | Marcatori | 15’ (rig.), 53’ Denis |

| Arbitro: | Orsato (Schio) |

|           |           |              |
| Denis 64’ | Marcatori | 90+4’ Cavani |

| Verona 4 dicembre 2011, ore 15:00 CET 14ª giornata | Chievo           | 0 – 0 referto | Atalanta | Stadio Marcantonio Bentegodi (12.000 spett.)\| Arbitro: \| Pinzani (Empoli) \| |
| Arbitro:                                           | Pinzani (Empoli) |               |          |                                                                                |

| Arbitro: | Giannoccaro (Lecce) |

|                |           |                  |
| Tiribocchi 71’ | Marcatori | 18’ Legrottaglie |

| Arbitro: | Peruzzo (Schio) |

|                          |           |                        |
| Gilardino 9’ Jovetić 88’ | Marcatori | 81’ Masiello 85’ Denis |

| Arbitro: | Rizzoli (Bologna) |

|  |           |                             |
|  | Marcatori | 22’ Ibrahimović 82’ Boateng |

| Arbitro: | Banti (Livorno) |

|                                 |           |  |
| Hernanes 20’ (rig.) Klose 90+1’ | Marcatori |  |

| Arbitro: | Celi (Bari) |

|  |           |                                  |
|  | Marcatori | 54’ Lichtsteiner 81’ Giaccherini |

#### Girone di ritorno
| Arbitro: | Tagliavento (Terni) |

|  |           |                  |
|  | Marcatori | 76’ (aut.) Rossi |

| Arbitro: | Doveri (Roma) |

|               |           |  |
| Marilungo 78’ | Marcatori |  |

| Arbitro: | Brighi (Cesena) |

|                              |           |             |
| Miccoli 29’ (rig.) Budan 49’ | Marcatori | 56’ Moralez |

| Bergamo 12 febbraio 2012, ore 15:00 CET 23ª giornata | Atalanta            | 0 – 0 referto | Lecce | Stadio Atleti Azzurri d'Italia (11.877 spett.)\| Arbitro: \| Gervasoni (Mantova) \| |
| Arbitro:                                             | Gervasoni (Mantova) |               |       |                                                                                     |

| Novara 19 febbraio 2012, ore 15:00 CET 24ª giornata | Novara          | 0 – 0 referto | Atalanta | Stadio Silvio Piola (9.000 spett.)\| Arbitro: \| Banti (Livorno) \| |
| Arbitro:                                            | Banti (Livorno) |               |          |                                                                     |

| Arbitro: | Damato (Barletta) |

|                                   |           |            |
| Marilungo 10’ Denis 19’, 47’, 66’ | Marcatori | 36’ Borini |

| Udine 4 marzo 2012, ore 15:00 CET 26ª giornata | Udinese             | 0 – 0 referto | Atalanta | Stadio Friuli (16.000 spett.)\| Arbitro: \| Giannoccaro (Lecce) \| |
| Arbitro:                                       | Giannoccaro (Lecce) |               |          |                                                                    |

| Arbitro: | Gervasoni (Mantova) |

|               |           |             |
| Manfredini 5’ | Marcatori | 55’ Paletta |

| Milano 18 marzo 2012, ore 15:00 CET 28ª giornata | Inter             | 0 – 0 referto | Atalanta | Stadio Giuseppe Meazza (38.619 spett.)\| Arbitro: \| Gava (Conegliano) \| |
| Arbitro:                                         | Gava (Conegliano) |               |          |                                                                           |

| Arbitro: | Baracani (Firenze) |

|                                 |           |  |
| Gabbiadini 50’ Tiribocchi 90+1’ | Marcatori |  |

| Arbitro: | Rocchi (Firenze) |

|                       |           |  |
| Conti 11’ Pinilla 54’ | Marcatori |  |

| Arbitro: | Russo (Nola) |

|              |           |                                  |
| Schelotto 9’ | Marcatori | 13’ (rig.) Larrondo 90+1’ Destro |

| Arbitro: | Giannoccaro (Lecce) |

|             |           |                                         |
| Lavezzi 13’ | Marcatori | 10’ Bonaventura 57’ Bellini 68’ Carmona |

| Arbitro: | Tommasi (Bassano del Grappa) |

|             |           |  |
| Moralez 72’ | Marcatori |  |

| Arbitro: | Romeo (Verona) |

|                       |           |  |
| Gómez 30’ Seymour 85’ | Marcatori |  |

| Arbitro: | Doveri (Roma) |

|                           |           |  |
| Denis 11’ Bonaventura 51’ | Marcatori |  |

| Arbitro: | Guida (Torre Annunziata) |

|                          |           |  |
| Muntari 9’ Robinho 90+3’ | Marcatori |  |

| Arbitro: | Rocchi (Firenze) |

|  |           |                    |
|  | Marcatori | 35’ Kozák 90’ Cana |

| Arbitro: | Gava (Conegliano Veneto) |

|                                                 |           |                         |
| Marrone 10’ Del Piero 28’ Barzagli 90+1’ (rig.) | Marcatori | 83’ (aut.) Lichtsteiner |

### Coppa Italia

#### Turni preliminari
| Arbitro: | Gava (Conegliano) |

|                                           |           |                                                           |
| Morález 30’ Tiribocchi 38’ Gabbiadini 78’ | Marcatori | 22’ (aut.) Padoin 48’, 52’ Giannetti 87’ Raggio Garibaldi |

## Statistiche

### Statistiche di squadra
| Competizione | Punti | In casa | In casa | In casa | In casa | In casa | In casa | In trasferta | In trasferta | In trasferta | In trasferta | In trasferta | In trasferta | Totale | Totale | Totale | Totale | Totale | Totale | DR |
| Competizione | Punti | G       | V       | N       | P       | Gf      | Gs      | G            | V            | N            | P            | Gf           | Gs           | G      | V      | N      | P      | Gf     | Gs     | DR |
| ------------ | ----- | ------- | ------- | ------- | ------- | ------- | ------- | ------------ | ------------ | ------------ | ------------ | ------------ | ------------ | ------ | ------ | ------ | ------ | ------ | ------ | -- |
| Serie A      | 46    | 19      | 9       | 6       | 4       | 23      | 15      | 19           | 4            | 7            | 8            | 18           | 28           | 38     | 13     | 13     | 12     | 41     | 43     | -2 |
| Coppa Italia | -     | 1       | 0       | 0       | 1       | 3       | 4       | -            | -            | -            | -            | -            | -            | 1      | 0      | 0      | 1      | 3      | 4      | -1 |
| Totale       | -     | 20      | 9       | 6       | 5       | 26      | 19      | 19           | 4            | 7            | 8            | 18           | 28           | 39     | 13     | 13     | 13     | 44     | 47     | -3 |

### Andamento di campionato
| Giornata  | 1 | 2 | 3 | 4 | 5 | 6 | 7 | 8 | 9 | 10 | 11 | 12 | 13 | 14 | 15 | 16 | 17 | 18 | 19 | 20 | 21 | 22 | 23 | 24 | 25 | 26 | 27 | 28 | 29 | 30 | 31 | 32 | 33 | 34 | 35 | 36 | 37 | 38 |
| --------- | - | - | - | - | - | - | - | - | - | -- | -- | -- | -- | -- | -- | -- | -- | -- | -- | -- | -- | -- | -- | -- | -- | -- | -- | -- | -- | -- | -- | -- | -- | -- | -- | -- | -- | -- |
| Luogo     | C | T | C | T | C | T | C | T | C | T  | C  | T  | C  | T  | C  | T  | C  | T  | C  | T  | C  | T  | C  | T  | C  | T  | C  | T  | C  | T  | C  | T  | C  | T  | C  | T  | C  | T  |
| Risultato | V | N | V | V | V | P | N | V | N | P  | V  | N  | N  | N  | P  | N  | N  | P  | P  | V  | V  | P  | N  | N  | V  | N  | N  | N  | V  | P  | P  | V  | V  | P  | V  | P  | P  | P  |
| Posizione | 2 | 2 | 2 | 1 | 1 | 2 | 1 | 1 | 1 | 5  | 5  | 5  | 5  | 5  | 5  | 5  | 8  | 8  | 8  | 8  | 7  | 7  | 8  | 9  | 7  | 7  | 8  | 9  | 7  | 8  | 8  | 8  | 8  | 8  | 7  | 8  | 9  | 9  |

Fonte:  Classifica Serie A 2011/2012, su sport.sky.it, Sky Sport. URL consultato l'8 settembre 2013 (archiviato dall'url originale l'11 dicembre 2014).
Legenda:

Luogo: C = Casa; T = Trasferta. Risultato: V = Vittoria; N = Pareggio; P = Sconfitta.

### Statistiche dei giocatori
Sono in corsivo i calciatori che hanno lasciato la società a stagione in corso.
| Giocatore         | Serie A  | Serie A | Serie A     | Serie A    | Coppa Italia | Coppa Italia | Coppa Italia | Coppa Italia | Totale   | Totale | Totale      | Totale     |
| Giocatore         | Presenze | Reti    | Ammonizioni | Espulsioni | Presenze     | Reti         | Ammonizioni  | Espulsioni   | Presenze | Reti   | Ammonizioni | Espulsioni |
| ----------------- | -------- | ------- | ----------- | ---------- | ------------ | ------------ | ------------ | ------------ | -------- | ------ | ----------- | ---------- |
| M. Ardemagni      | 0        | 0       | 0           | 0          | 0            | 0            | 0            | 0            | 0        | 0      | 0           | 0          |
| E. Barreto        | -        | -       | -           | -          | -            | -            | -            | -            | -        | -      | -           | -          |
| G. Bellini        | 20       | 1       | 3           | 0          | 0            | 0            | 0            | 0            | 20       | 1      | 3           | 0          |
| G. Bonaventura    | 29       | 2       | 1           | 0          | 1            | 0            | 0            | 0            | 30       | 2      | 1           | 0          |
| S. Bjelanović     | -        | -       | -           | -          | -            | -            | -            | -            | -        | -      | -           | -          |
| M. Brighi         | 11       | 0       | 2           | 0          | -            | -            | -            | -            | 11       | 0      | 2           | 0          |
| D. Capelli        | 11       | 0       | 3           | 0          | 0            | 0            | 0            | 0            | 11       | 0      | 3           | 0          |
| C. Carmona        | 28       | 1       | 7           | 0          | 1            | 0            | 0            | 0            | 29       | 1      | 7           | 0          |
| A. Carrozza       | 12       | 0       | 1           | 0          | -            | -            | -            | -            | 12       | 0      | 1           | 0          |
| F. Caserta        | 1        | 0       | 0           | 0          | 1            | 0            | 0            | 0            | 2        | 0      | 0           | 0          |
| R. Cazzola        | 12       | 0       | 3           | 0          | -            | -            | -            | -            | 12       | 0      | 3           | 0          |
| L. Cigarini       | 32       | 1       | 12          | 0          | -            | -            | -            | -            | 32       | 1      | 12          | 0          |
| A. Consigli       | 35       | -36     | 2           | 1          | 1            | -4           | 0            | 0            | 36       | -40    | 2           | 1          |
| G. Denis          | 33       | 16      | 5           | 1          | -            | -            | -            | -            | 33       | 16     | 5           | 1          |
| C. Doni           | -        | -       | -           | -          | -            | -            | -            | -            | -        | -      | -           | -          |
| A. Ferreira Pinto | 7        | 0       | 0           | 0          | -            | -            | -            | -            | 7        | 0      | 0           | 0          |
| M. Ferri          | 13       | 0       | 0           | 0          | 0            | 0            | 0            | 0            | 13       | 0      | 0           | 0          |
| G. Frezzolini     | 4        | -7      | 0           | 0          | 0            | 0            | 0            | 0            | 4        | -7     | 0           | 0          |
| M. Gabbiadini     | 23       | 1       | 0           | 0          | 1            | 1            | 0            | 0            | 24       | 2      | 0           | 0          |
| S. Lucchini       | 26       | 0       | 6           | 1          | 1            | 0            | 0            | 0            | 27       | 0      | 6           | 1          |
| T. Manfredini     | 26       | 1       | 9           | 0          | 1            | 0            | 0            | 0            | 27       | 1      | 9           | 0          |
| G. Marilungo      | 18       | 4       | 4           | 0          | 1            | 0            | 0            | 0            | 19       | 4      | 4           | 0          |
| A. Masiello       | 17       | 1       | 5           | 0          | 1            | 0            | 0            | 0            | 18       | 1      | 5           | 0          |
| N. Minotti        | 3        | 0       | 1           | 0          | -            | -            | -            | -            | 3        | 0      | 1           | 0          |
| M. Moralez        | 34       | 6       | 5           | 0          | 1            | 1            | 0            | 0            | 35       | 7      | 5           | 0          |
| M. Mutarelli      | 1        | 0       | 1           | 0          | -            | -            | -            | -            | 1        | 0      | 1           | 0          |
| S. Padoin         | 19       | 0       | 5           | 0          | 1            | 0            | 0            | 0            | 20       | 0      | 5           | 0          |
| F. Peluso         | 33       | 1       | 7           | 0          | 1            | 0            | 0            | 0            | 34       | 1      | 7           | 0          |
| L. Pettinari      | 1        | 0       | 0           | 0          | 0            | 0            | 0            | 0            | 1        | 0      | 0           | 0          |
| C. Polito         | 1        | 0       | 0           | 0          | -            | -            | -            | -            | 1        | 0      | 0           | 0          |
| C. Raimondi       | 13       | 0       | 6           | 0          | 0            | 0            | 0            | 0            | 13       | 0      | 6           | 0          |
| E. Schelotto      | 37       | 2       | 6           | 0          | 1            | 0            | 0            | 0            | 38       | 2      | 6           | 0          |
| G. Stendardo      | 16       | 0       | 4           | 1          | -            | -            | -            | -            | 16       | 0      | 4           | 1          |
| S. Tiribocchi     | 13       | 2       | 1           | 0          | 1            | 1            | 0            | 1            | 14       | 3      | 1           | 1          |

## Giovanili

### Organigramma societario
Area direttiva
- Responsabile settore giovanile: Mino Favini

Area tecnica - Primavera
- Allenatore: Fabio Gallo
- Allenatore in seconda: Fabio Grandi
- Preparatore atletico: Mauro Pozzoni
- Preparatore portieri: Carlo Resmini, Massimo Biffi
- Medico: Bruno Speziale
- Fisioterapista o massaggiatore: Stefano Pirovano
- Dirigente accompagnatore: Giuseppe Belotti, Venanzio Moriggi
- Magazziniere: Ferruccio Finardi

Area tecnica - Berretti
- Allenatore: Giuseppe Bergomi
- Preparatore atletico: Giuseppe Chieppa
- Medico: Fabrizio Caroli
- Fisioterapista o massaggiatore: Antonio Rossi
- Dirigente accompagnatore: Egidio Acquaroli, Amelio Macetti

Area tecnica - Allievi Nazionali
- Allenatore: Giuseppe Butti
- Preparatore Atletico: Matteo Moranda
- Dirigente accompagnatore: Augusto Merletti
- Medico: Paolo Amaddeo
- Massaggiatore: Guido Bonifaccio

Area tecnica - Allievi Regionali 
- Allenatore: Simone Carminati
- Fisioterapista o massaggiatore: Damiano Elitropi
- Dirigente accompagnatore: Aldo Valerio, Paolo Vitari

Area tecnica - Giovanissimi Nazionali
- Allenatore: Gianluca Polistina
- Dirigenti Accompagnatori: Gianpiero Ghilardi, Stefano Daldossi
- Massaggiatore: Michele Locatelli

Area tecnica - Giovanissimi Regionali "A"
- Allenatore: Massimo Cicconi
- Dirigente accompagnatore: Giuseppe Pandini
- Massaggiatore: Nicola Salvetti

Area tecnica - Giovanissimi Regionali "B"
- Allenatore: Luca Silvani
- Dirigenti accompagnatori: Domenico Polini, Giovanni Manzoni
- Massaggiatore: Angelo Tosi

### Piazzamenti
- Primavera:
  - Campionato: 10º posto
  - Coppa Italia: Ottavi di finale
  - Torneo di Viareggio: Semifinali
- Berretti:
  - Campionato: Finale
- Allievi nazionali:
  - Campionato: 11º posto
  - Trofeo di Arco "Beppe Viola": 3º posto
- Allievi regionali:
  - Campionato: 6º posto
- Giovanissimi nazionali:
  - Campionato: 3º posto
- Giovanissimi regionali "A":
  - Campionato: 3º posto
- Giovanissimi regionali "B":
  - Campionato: 2º posto